# Estadi Carlos Dittborn
L'Estadi Carlos Dittborn és un recinte poliesportiu d'Arica, Xile. Actualment s'utilitza, sobretot, per jugar-hi partits de futbol, i és l'estadi que fa servir com a local el San Marcos de Arica. Construït el 1962 com una de les seus del Mundial de Xile, actualment té una capacitat per 9.746 persones. El van batejar en honor de Carlos Dittborn (el president del Comitè Organitzador del Mundial), que va morir un mes abans de l'inici de la competició.

## Partits del Mundial de 1962
En aquest estadi van jugar els partits del Grup 1 (format per la Unió Soviètica, Iugoslàvia, Uruguai i Colòmbia), així com el partit de segona ronda entre Xile i la Unió Soviètica. En aquest partit es va produir l'únic gol olímpic de la història de la Copa del Món (a data de 2018), marcat pel colombià Marcos Coll al porter soviètic Lev Iaixin.